# وینورد
وینورد (به هلندی: Veenoord) یک منطقهٔ مسکونی در هلند است که در امن (درنته) واقع شده‌است.